# Birger Brosa
Pour les articles homonymes, voir Birger.
Birger Brosa (vieux-norrois : Birgir Brósa, Brósa signifiant souriant, mort à Visingsö, le 9 janvier 1202) est jarl de Suède de 1175 à 1202.  

## Origine
Birger était le fils de Bengt Snivil et d’une épouse inconnue et un membre de la puissante famille de Bjälbo. Birger Brosa est le frère aîné de Magnus Minnisköld, ancêtre de la lignée royale des Folkung et le demi-frère de Karl Bengtsson Döve (le Sourd) Jarl de Suède en 1210 tué en 1220 en Estonie.
Dans les textes médiévaux il est nommé « Rikjarl » ou le « Jarl des Svear et des Götar ». Birger fut nommé Jarl vers 1175 sous le règne de Knut Eriksson et il conserva sa position jusqu’à sa mort sous le règne de son successeur Sverker II de Suède.
Le Jarl Birger possédait de vastes domaines répartis dans le royaume en Östergötland, Närke, Varmland et Södermanland. Il fut le bienfaiteur du monastère de Riseberga en Närke, où son épouse Birgitta Haralsdotter se retira après sa mort et où ils furent inhumés.
Birger réussit à maintenir la paix en Suède pendant les guerres civiles  déchiraient le royaume voisin de Norvège. Plusieurs prétendants au trône de ce pays trouvèrent refuge auprès de lui. Parmi eux les chefs des « Birkebeiner » norvégiens Eystein Meyla et Sverre Sigurdsson qui étaient tous deux des parents vrais ou supposés de son épouse Brigida Haraldsdotter. Philippe le fils aîné de Birger fut d’ailleurs tué en Norvège au service du second.

## Postérité
Entre 1161 et 1170, Birger s’était marié avec Brigida Haraldsdotter, une fille illégitime du roi Harald IV de Norvège qui avait été précédemment l’épouse de  l’éphémère roi Magnus Henriksson dont : 
- Philippe Birgersson Jarl d’Oppland et de Viken en Norvège tué par les Bagler à Oslo en 1200, au service de Sverre Sigurdsson ;
- Knut Birgersson, Riksjarl de Suède, Jarl de Suède en 1202, tué en 1208 à la bataille de Lena ;
- Folke Birgersson, ou Folke Jarl, Jarl de Suède en 1208, tué en 1210 à la bataille de Gestilren ;
- Ingegerd Birgersdotter, épouse du roi Sverker II  de Suède et mère du roi Jean Ier de Suède ;
- Magnus Birgersson.

## Sources
- Eric Christiansen Les Croisades nordiques 1100~1525  Alerion  (1996)  (ISBN 2910963047)
- (en) Philip Line Kingship and state formation in Sweden, 1130-1290.Library of Congres 2007  (ISBN 9789004155787)